# St. Marien (Oberwiederstedt)
Die Kirche St. Marien ist eine ehemalige Klosterkirche und heutige Dorfkirche in Wiederstedt, einem Ortsteil der Stadt Arnstein im Landkreis Mansfeld-Südharz in Sachsen-Anhalt. Sie steht unter Denkmalschutz und ist im Denkmalverzeichnis mit der Erfassungsnummer 094 65195 als Baudenkmal eingetragen. Sie gehört zur Kirchengemeinde Hettstedt im Kirchenkreis Eisleben-Sömmerda der Evangelischen Kirche in Mitteldeutschland.

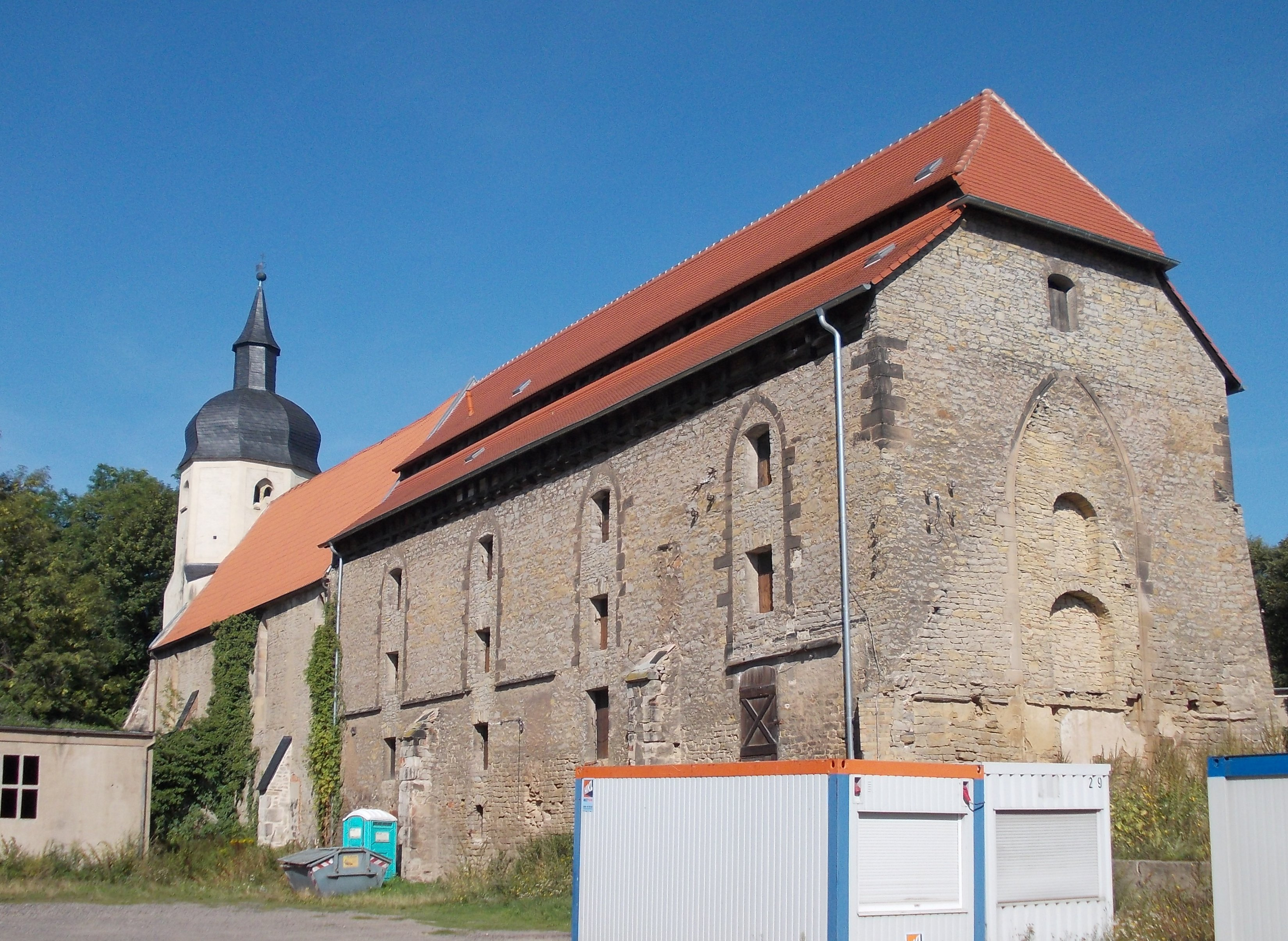
Ansicht von Südosten

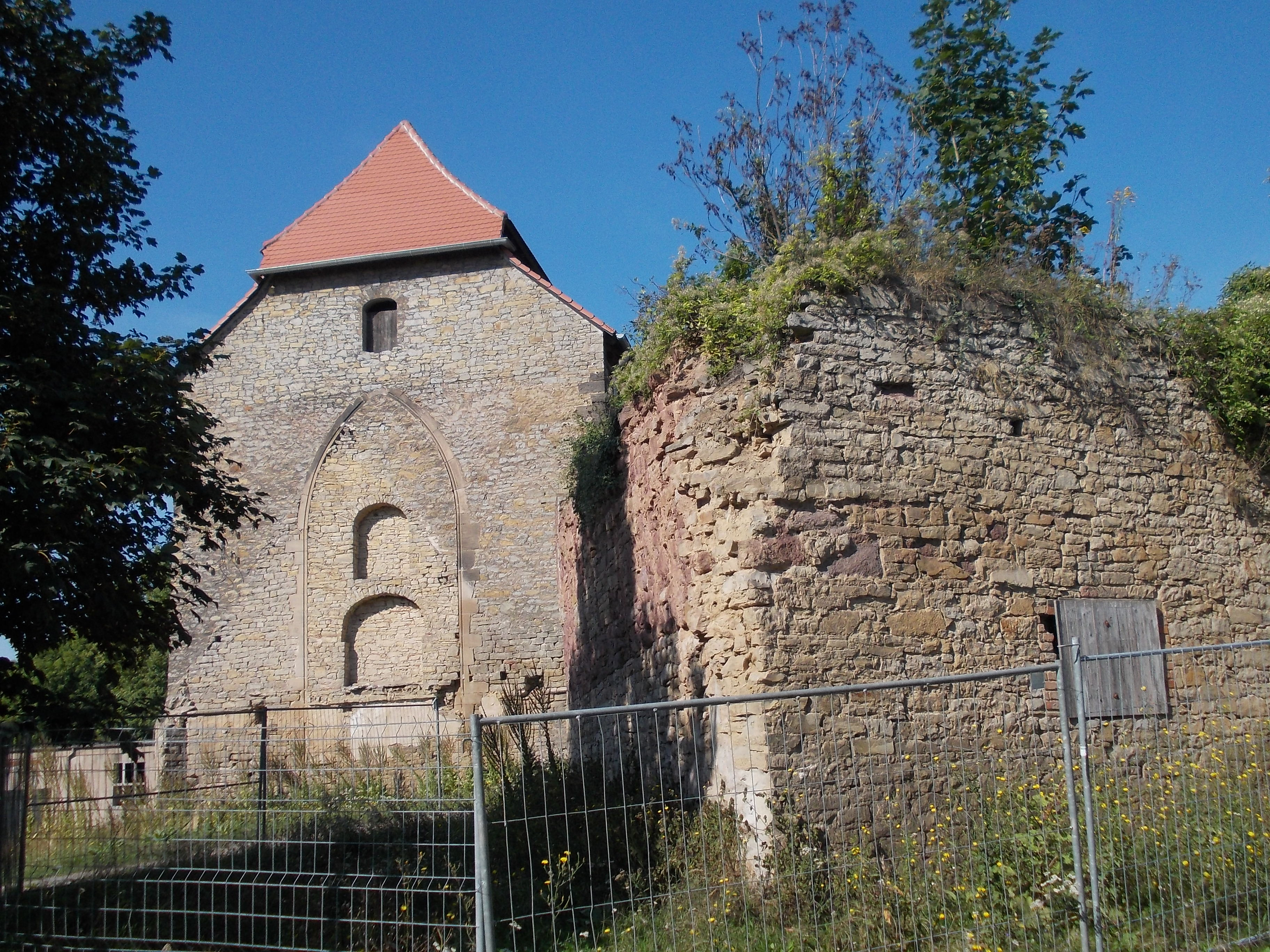
Kirche mit Rest vom Konventsgebäude (rechts) von Osten

## Lage
Die Klosterkirche befindet sich in der Schäfergasse von Oberwiederstedt nordwestlich vom Schloss Oberwiederstedt und südlich der Hauptstraße des Dorfes.

## Geschichte und Architektur
Das Dominikanerinnenkloster vom Kupferberg in Hettstedt wurde zwischen den Jahren 1256 und 1259 nach Oberwiederstedt verlegt, wo ihm seine Gründerin Mechthild von Arnstein als Äbtissin vorstand. Nach der Säkularisierung des Klosters im 16. Jahrhundert wurde ein Teil des Klosters zum Schloss, der andere blieb kirchlich genutzt. Aus der Nonnenempore entstand nun die Dorfkirche, wohingegen der östlich anschließender Speicherbau früher der Altar- und Gemeinderaum des Dorfes war. Der langgezogene, achtachsige Sakralbau stellt auch in seiner heutigen Gestalt noch eine typische Bettelordenskirche dar, die um einen zirka 30 Meter hohen Turm ergänzt wurde. Dieser Westturm weist einen spätgotischen achteckigen Oberbau auf, den eine Welsche Haube mit Laterne bekrönt.

## Inneres und Ausstattung
Im Innern weist die Kirche Öffnungen verschiedener Bauepochen auf, darunter eine rundbogige Öffnung vom Schiff zum Turm und eine vermauerte spitzbogige Öffnung zwischen Nonnenempore und Langhaus. Der Altar der Kirche wurde im Jahr 1978 nach Hettstedt verkauft, wo er sich in der Kirche St. Marien befindet. Vor Ort erhalten sind hingegen ein Epitaph für Jakob von Blankenburg († 1595), der das Klosteramt nach der Säkularisierung betreute und von dem es an die Familie von Hardenberg überging, und ein Figurengrabstein für dessen Schwägerin Katharina von Arnim († 1575). Durch die Anwesenheit derer von Hardenberg wurde die ehemalige Klosterkirche auch zur Taufkirche von Novalis, von dem sich auch ein Zitat (Wenn ich ihn nur habe, wenn er mein nur ist aus dem fünften der Geistlichen Lieder) an der Trennwand findet. Zudem liegt vor der Herrschaftsempore die Grabplatte für Hans Friedrich Georg von Oldershausen (1749–1772), Schwager von Heinrich Ulrich Erasmus von Hardenberg.